# يوهان هانسن
يوهان هانسن (بالدنماركية: Jóhan á Plógv Hansen)‏ مواليد 1 مايو 1994 في توشهافن، جزر فارو، هو لاعب كرة يد دانمركي يلعب كجناح أيمن. مثل منتخب الدنمارك لكرة اليد.

## الإنجازات
- الدوري الدنماركي لكرة اليد:
  -  ذهبية: 2015–16

## روابط خارجية
- يوهان هانسن على موقع الاتحاد الأوروبي لكرة اليد (الإنجليزية)
- يوهان هانسن على موقع أوليمبيديا (الإنجليزية)